# Comuna Berești-Bistrița, Bacău
Berești-Bistrița (în trecut, Berești și Berești-Ițești) este o comună în județul Bacău, Moldova, România, formată din satele Berești-Bistrița (reședința), Brad, Climești și Pădureni.

## Așezare
Comuna este situată în partea de nord a județului, având ca vecini comunele Filipești (la nord), Itești (la sud), Săucești (la est) și Racova (la vest). Prin comună trece șoseaua națională DN2, care unește Bacăul de Roman. Lângă Berești-Bistrița, acest drum se intersectează cu șoseaua județeană DJ207F, care duce spre vest la Racova și spre est și sud la Săucești și Letea Veche (unde se termină în DN2F). Prin comună trece și calea ferată Bacău–Roman, pe care nu este deservită direct de nicio stație, cea mai apropiată fiind stația Galbenu din comuna Filipești.

## Demografie
Componența etnică a comunei Berești-Bistrița
     Români (88,92%)
     Romi (4,46%)
     Alte etnii (0,05%)
     Necunoscută (6,57%)
Componența confesională a comunei Berești-Bistrița
     Ortodocși (89,79%)
     Penticostali (2,34%)
     Alte religii (1,01%)
     Necunoscută (6,85%)
Conform recensământului efectuat în 2021, populația comunei Berești-Bistrița se ridică la 2.175 de locuitori, în creștere față de recensământul anterior din 2011, când fuseseră înregistrați 1.983 de locuitori. Majoritatea locuitorilor sunt români (88,92%), cu o minoritate de romi (4,46%), iar pentru 6,57% nu se cunoaște apartenența etnică. Din punct de vedere confesional, majoritatea locuitorilor sunt ortodocși (89,79%), cu o minoritate de penticostali (2,34%), iar pentru 6,85% nu se cunoaște apartenența confesională.

## Politică și administrație
Comuna Berești-Bistrița este administrată de un primar și un consiliu local compus din 11 consilieri. Primarul, Ionel I. Alcaz[*], de la Partidul Social Democrat, este în funcție din 2012. Începând cu alegerile locale din 2024, consiliul local are următoarea componență pe partide politice:
|  | Partid                          | Consilieri | Componența Consiliului | Componența Consiliului | Componența Consiliului | Componența Consiliului | Componența Consiliului | Componența Consiliului |
|  | ------------------------------- | ---------- | ---------------------- | ---------------------- | ---------------------- | ---------------------- | ---------------------- | ---------------------- |
|  | Partidul Social Democrat        | 6          |                        |                        |                        |                        |                        |                        |
|  | Partidul Național Liberal       | 4          |                        |                        |                        |                        |                        |                        |
|  | Alianța pentru Unirea Românilor | 1          |                        |                        |                        |                        |                        |                        |

## Istorie
Comuna a făcut parte la 1803 din județul Neamț (ocolul Siret) sub denumirea de Berești-Ițești, dar la sfârșitul secolului al XIX-lea făcea parte, cu numele de Berești din plasa Bistrița de Sus a județului Bacău și era formată din satele Berești, Climești și Pădureni, având în total 1525 de locuitori ce trăiau în 370 de case. În comună existau o școală înființată în 1860 la care învățau 29 de elevi (dintre care 9 fete) și trei biserici, iar principalii proprietari de pământ erau urmașii lui Alexandru Catargiu, Ovanes Christea, Mihail Costea Haret, urmașii lui Gh. Răzmeriță, pr. C. Borcea și Dimitrie Giosanu. Anuarul Socec din 1925 consemnează comuna sub numele de Berești-Bistrița, în plasa Bistrița a aceluiași județ, având în compunere satele Berești, Bradu, Climești și Pădureni, cu 2360 de locuitori. Din 1931, satul de reședință al comunei a primit și el denumirea de Berești-Bistrița.
În 1950, comuna a fost transferată raionului Roman din regiunea Bacău. În 1968, a revenit la județul Bacău, reînființat, și i s-au alipit și satele comunei Itești, desființată cu această ocazie. Comuna Itești a fost reînființată în 2005, de atunci comuna Berești-Bistrița având componența actuală.

## Monumente istorice
Singurul obiectiv din comuna Berești-Bistrița inclus în lista monumentelor istorice din județul Bacău este situl arheologic de la „Siliște”, aflat la nord-est de satul Berești-Bistrița, și care conține vestigii din epoca medievală timpurie (secolele al VIII-lea–al IX-lea).